# Englefield Bay
Englefield Bay is een baai in het westen van Brits-Columbia in Canada.

## Geografie
De baai ligt voor de westkust van Moresby Island in de eilandengroep Haida Gwaii. In het westen mondt de baai uit in de Grote Oceaan. Vanuit het noordoosten wordt ze gevoed door het Inskip Channel en vanuit het zuidoosten door het Moore Channel. Ten oosten van de baai ligt Hibben Island.
Het waterlichaam ligt in de mariene ecoregio Noord-Amerikaans Pacifisch Fjordland.

## Geschiedenis
In 1793 werd de baai door George Vancouver vernoemd naar zijn goede vriend Henry Charles Englefield.